# Departamento Montecarlo
Montecarlo es un departamento ubicado en el noroeste de la provincia de Misiones, Argentina.
Limita con los departamentos de Eldorado, Guaraní, Libertador General San Martín, San Pedro y la República del Paraguay.
El departamento tiene una superficie de 1770 km², equivalente al 5,95 % del total de la provincia.

## Población
Su población fue de 38 669 habitantes, según el censo 2022 (INDEC) frente a los 36.745 habitantes (Indec,2010) del censo anterior, lo que representó un incremento del 5,2% menor al crecimiento provincial que fue del 16,1%.Estos datos le valieron ser el departamento que menos creció poblacionalmente de la provincia.

## Municipios

### Montecarlo
Es la cabecera (capital) del departamento, del mismo nombre. Ubicado en el centro.

### Caraguatay
Ubicado en la parte sur del departamento.

### Puerto Piray
Ubicado en la parte Norte del departamento.